# دوك أيرز
دوك أيرز (بالإنجليزية: Doc Ayers)‏ هو لاعب كرة قاعدة أمريكي، ولد في 21 مايو 1891، وتوفي في 26 مايو 1968 في بولاسكي في الولايات المتحدة.

## وصلات خارجية
- دوك أيرز على موقعبيزبول رفرنس.كوم (الدوري الرئيسي) (الإنجليزية)
- دوك أيرز على موقعبيزبول رفرنس.كوم (الدوري الثانوي) (الإنجليزية)
- دوك أيرز على موقع جمعية أبحاث البيسبول الأمريكية (الإنجليزية)
- دوك أيرز على موقع مشجعي الرسوم البيانية (الإنجليزية)